# Mallotus repandus
Mallotus repandus är en törelväxtart som först beskrevs av Carl Ludwig von Willdenow, och fick sitt nu gällande namn av Johannes Müller Argoviensis. Mallotus repandus ingår i släktet Mallotus och familjen törelväxter. Inga underarter finns listade i Catalogue of Life.

## Bildgalleri

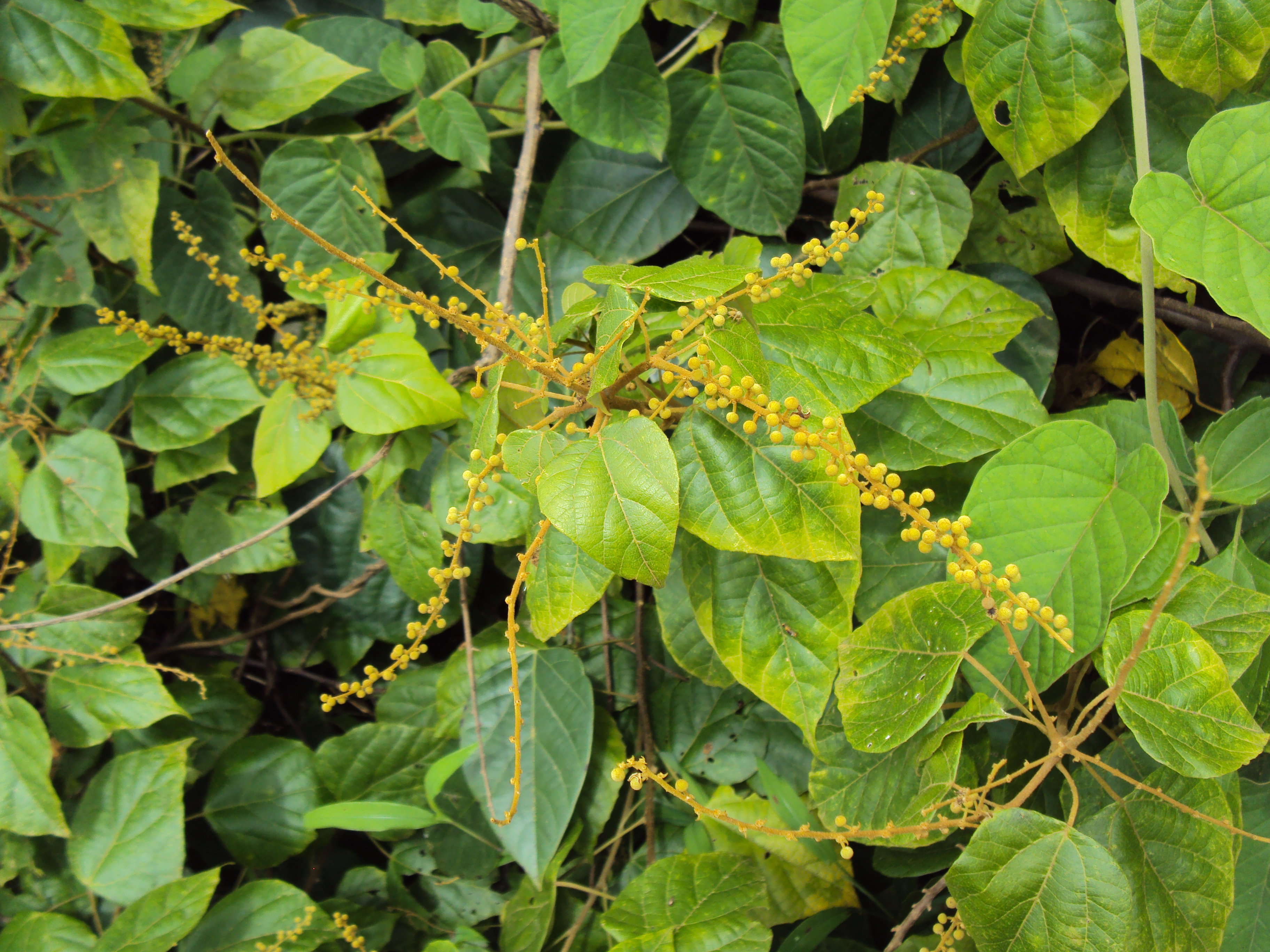
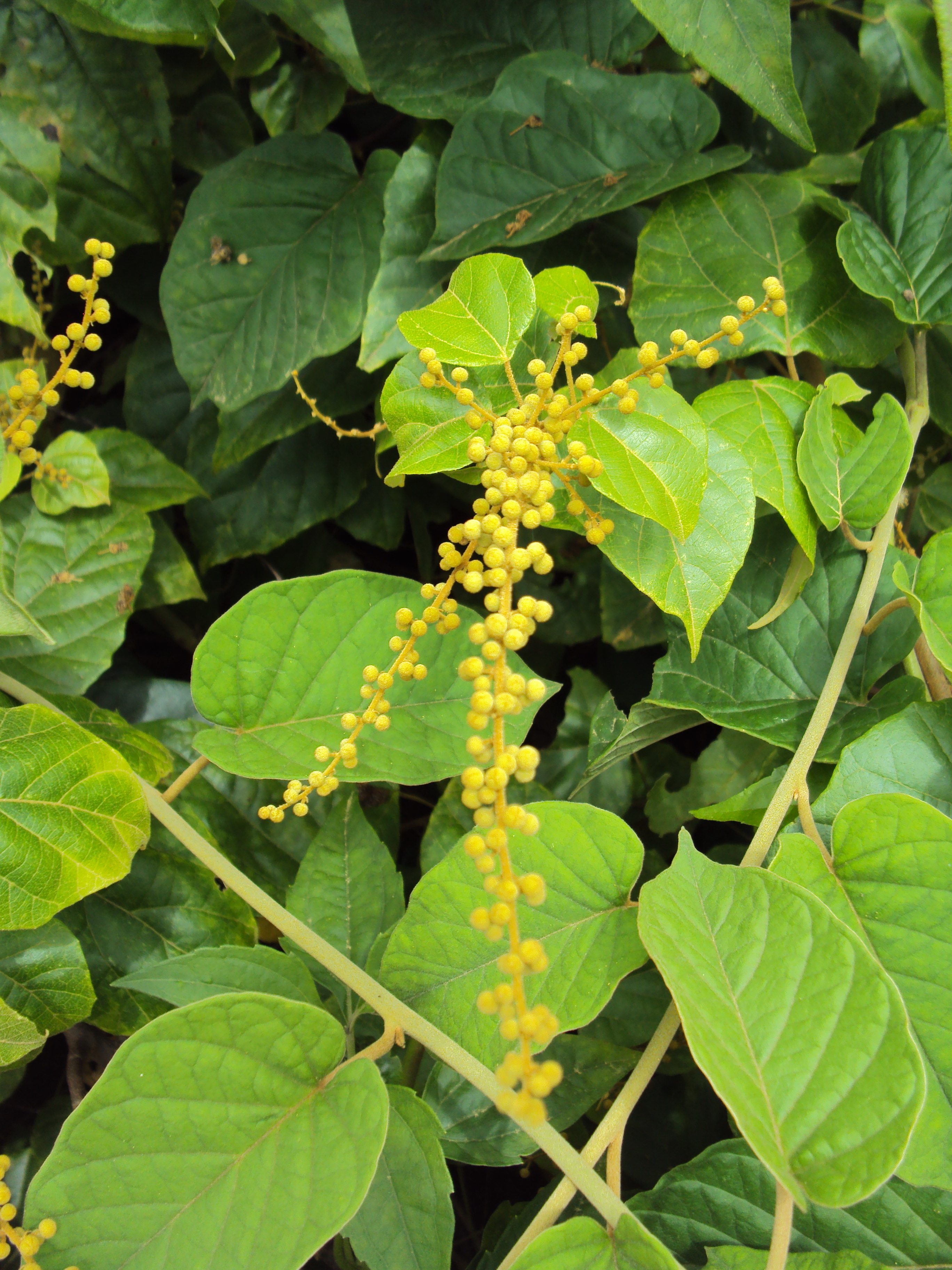
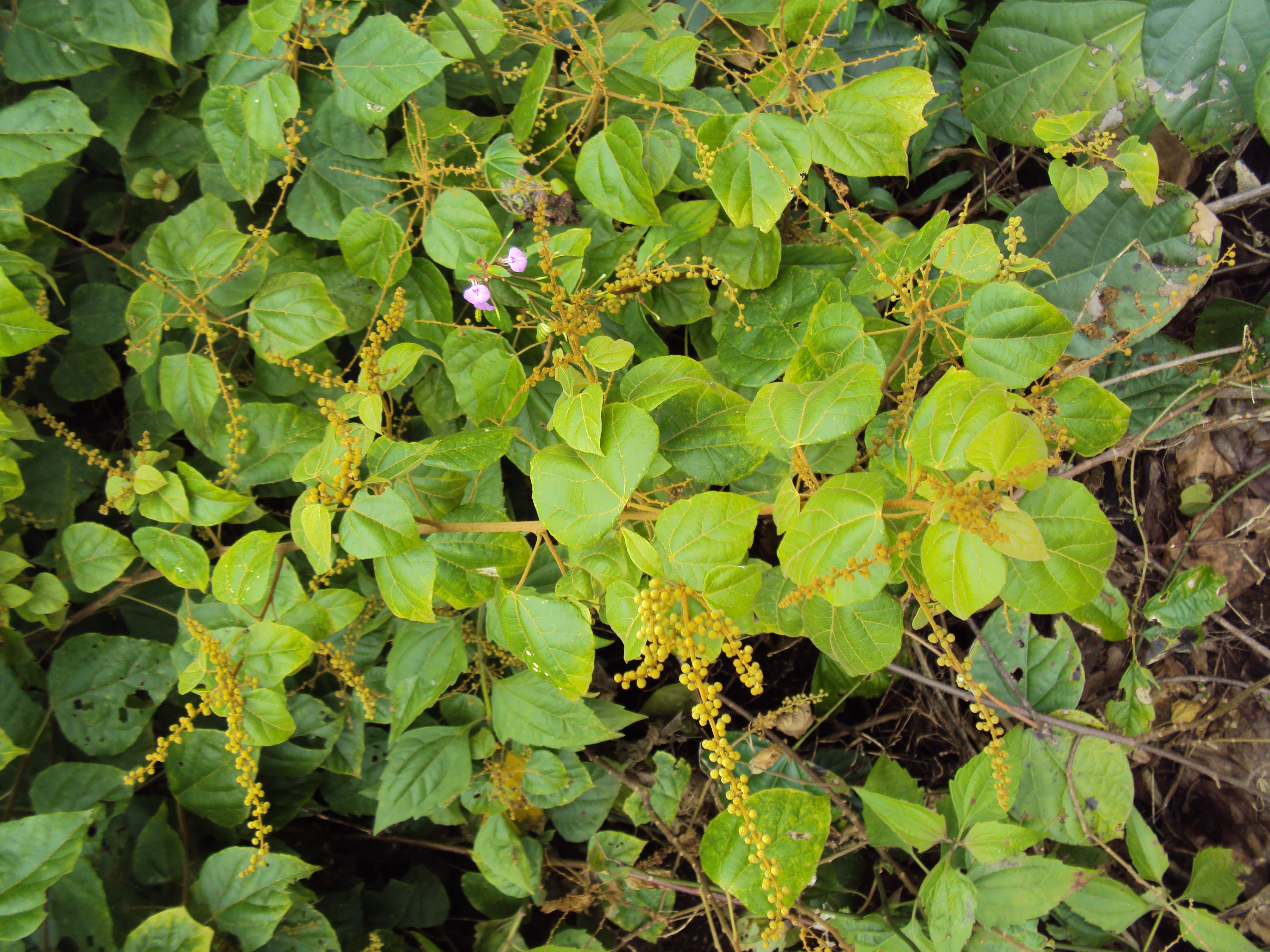
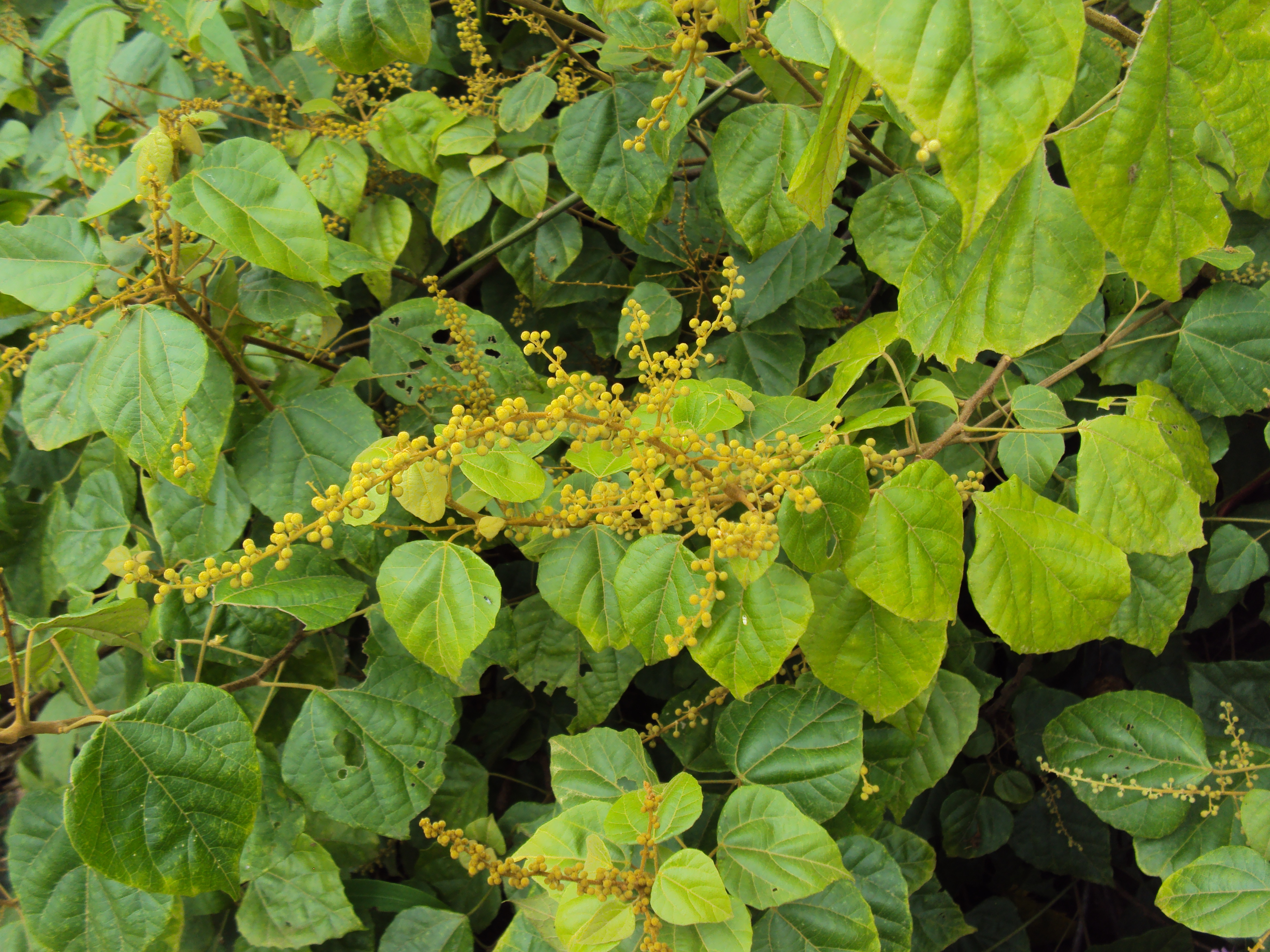